# Thomas Fletcher
Thomas Fletcher (San Ramon, 1º ottobre 1998) è un giocatore di football americano statunitense che milita nel ruolo di long snapper per i Seattle Sea Dragons della X Football League (XFL).

## Carriera

### Carolina Panthers
Fletcher al college giocò a football ad Alabama, vincendo due campionati NCAA. Fu scelto dai Carolina Panthers nel corso del sesto giro (222º assoluto) del Draft NFL 2021. Prima dell'inizio della stagione regolare si infortunò a un'anca, venendo inserito in lista infortunati. Fu svincolato il 4 agosto 2022.

### Seattle Sea Dragons
Il 17 novembre 2022 Fletcher fu scelto nel draft dai Seattle Sea Dragons della XFL. Nella stagione 2023 disputò 3 partite, con un fumble avversario recuperato.